# Philippe Lazzarini
Philippe Lazzarini (Neuchâtel, 1964) è un diplomatico svizzero.

## Biografia
È nato nel 1964 a Neuchâtel, nel Canton Neuchâtel della Svizzera romanda. Ha conseguito un bachelor of arts in economia presso l'Università di Neuchâtel e poi un master in business administration presso l'Università di Losanna. Nel 1987 ha iniziato a la propria carriera professionale nel Canton Berna, lavorando inoltre presso Union Bancaire Privée a Ginevra.
Nel 1989 si è unito al Comitato internazionale della Croce Rossa (ICRC), operando in diversi paesi tra cui Bosnia ed Erzegovina durante l'assedio di Sarajevo nel 1992 e Ruanda durante il genocidio del 1994 oltre che in Angola, Giordania, Libano, Sudan del Sud e nella Striscia di Gaza; è stato inoltre vice responsabile delle comunicazioni dell'ICRC.
Nel 2003 si è unito all'Organizzazione delle Nazioni Unite e ha ricoperto diversi ruoli di rilievo, in particolare nell'Ufficio per gli affari umanitari (OCHA) di cui è stato vicedirettore, coordinatore e responsabile di divisione con incarichi in Angola, Iraq, Palestina e Somalia.
Nell'aprile 2015 è stato nominato dal Segretario generale Ban Ki-moon come vicecoordinatore speciale delle Nazioni Unite in Libano.
Il 18 marzo 2020 il Segretario generale António Guterres lo ha nominato Commissario generale dell'Agenzia delle Nazioni Unite per il soccorso e l'occupazione dei profughi palestinesi nel vicino oriente (UNRWA) in sostituzione del connazionale Pierre Krähenbühl, dimessosi nel novembre 2019 in seguito ad accuse di malagestione dell'agenzia.